# Vulsella
Vulsella is een geslacht van tweekleppigen uit de  familie van de Pteriidae. De naam van het geslacht werd voor het eerst geldig gepubliceerd in 1798 door Peter Friedrich Röding, die de nagelaten schelpenverzameling van de overleden Joachim Friedrich Bolten catalogeerde en van Latijnse benamingen volgens het systeem van Linnaeus voorzag.

## Soorten
- Vulsella fornicata (Forsskål in Niebuhr, 1775)
- Vulsella minor Röding, 1798
- Vulsella ovata Lamarck, 1819
- Vulsella rugosa Lamarck, 1819
- Vulsella vulsella (Linnaeus, 1758)